# Geert Omloop
Geert Omloop nacido el 12 de febrero de 1974 en Herentals es un ciclista belga, miembro del equipo Palmans-Cras.
Pasó a profesionales en 1997. Considerado como un especialista de las carreras de menor categoría, dio la sorpresa al ganar el Campeonato de Bélgica de ciclismo en ruta en 2003, delante del joven Jurgen Van Goolen con el cual había atacado al pelotón. Igualmente terminó segundo al año siguiente batido al sprint por Tom Steels.
Es miembro de una familia dedicada al ciclismo ya que es hijo de Marcel Omloop, sobrino de Wim Omloop y primo de Henri Omloop. Todos ellos ciclistas profesionales.

## Palmarés
1996 (como amateur)
- Gran Premio Van de Stad Geel

1999
- Circuit de l'Escaut
- Omloop van het Waasland

2001
- Gran Premio Rudy Dhaenens
- Circuito de Houtland
- G. P. Alphonse Schepers
- Gran Premio del 1 de Mayo

2002
- Premio Nacional de Clausura
- Gran Premio Stad Sint-Niklaas

2003
- Campeonato de Bélgica en Ruta
- Circuito de Houtland
- Omloop van het Waasland
- Gran Premio de la Villa de Zottegem

2004
- Gran Premio Rudy Dhaenens
- 2.º en el Campeonato de Bélgica en Ruta

2008
- Flecha de Heist

2009
- Ronde van Het Groene Hart